# Tontine (Kartenspiel)
Das Tontine ist ein historisches französisches Karten-Glücksspiel, das mit der vollständigen Whistkarte, das heißt mit 52 Blatt, von i. A. 12 – 15 Personen gespielt wird. Die Beliebtheit der Tontinenversicherungen im Frankreich des 18. Jahrhunderts führte dazu, dass das Prinzip dieser Versicherungsform auf das Kartenspiel übertragen wurde. 
Die Anzahl der Spieler ist beliebig, es können bis zu 20 Spieler teilnehmen; die Tontine wird gegen den Uhrzeiger gespielt. Jeder Spieler beginnt mit derselben Anzahl von Jetons, gewöhnlich 20, und zahlt drei Stück als Ante (Grundeinsatz) in den Pot. Der Geber teilt nun jedem Spieler eine Karte mit der Bildseite nach oben: Der Rang der Karte bestimmt die Aktion, die folgt (die Farbe ist ohne Bedeutung):
- König: Der Spieler erhält drei Jetons aus dem Pot.
- Dame: Der Spieler erhält zwei Jetons aus dem Pot.
- Bube: Der Spieler erhält einen Jeton aus dem Pot.
- Ass: Der Spieler zahlt einen Jeton an seinen linken Nachbarn.
- Zwei: Der Spieler zahlt zwei Jetons an den Mitspieler, der als zweiter zu seiner Linken sitzt.
- Drei: Der Spieler zahlt drei Jetons an den Mitspieler, der als dritter zu seiner Linken sitzt.
- Vier, Sechs oder Acht: Der Spieler zahlt zwei Jetons in den Pot.
- Fünf, Sieben oder Neun: Der Spieler zahlt einen Jeton in den Pot.
- Zehn: Keine Aktion

Nach jeder Tour werden die Karten gesammelt, gemischt und vom Spieler zur Rechten des vorigen Gebers neu geteilt. 
Gehen einem Spieler die Jetons aus, so ist er tot, und er erhält keine Karten mehr – er muss natürlich auch nichts mehr bezahlen. Er kann aber durch Zahlungen von einem der drei Spieler zu seiner Rechten wiedererweckt werden und nimmt dann wieder wie zuvor am Spiel teil.
Die Partie endet, sobald alle Spieler bis auf einen ihre 20 Jetons verloren haben; dieser eine Spieler ist nun der letzte Überlebende, der so wie in einer realen Tontine den Pot einstreift.